# Мост-на-Сочі
Мост-на-Сочі (словен. Most na Soči вимовляється [ˈmoːst na ˈsoːtʃi]; раніше Sveta Lucija або Sveta Lucija na Mostu; нім. Sankt Luzia) — поселення в общині Толмин, Регіон Горишка, Словенія. Висота над рівнем моря: 179 м. Розташоване над злиттям річок Соча й Ідрійца.

## Назва

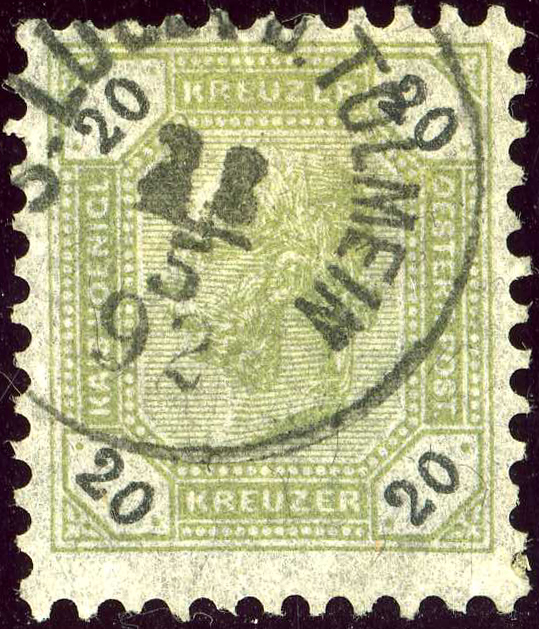
Німецька назва S. Lucija b. Tolmein на поштовому знаку 1892

Мост-на-Сочі вперше був засвідчений як In Ponte Sancti Mauri (буквально «біля мосту Святого Мавра») на згадку про місцеву церкву. У XVII столітті було зафіксовано назву ad Pontem — "біля моста", а церква, побудована між 1584 і 1612, стала джерелом назви Sveta Lucija (na Mostu) — "Свята Луція (на мосту)". Під італійською адміністрацією поселення було відоме як Santa Lucia (di Tolmino) «Свята Луція (Толмінська)», а після Другої світової війни словенська назва Sveta Lucija ob Soči «Свята Луція на річці Соча». Інші історичні назви включають німецьку St. Luzia і Maurus Brücke. У 1955 поселення було змінено з Sveta Lucija ob Soči на Most na Soči (дослівно «міст на річці Сочі»). Назву було змінено на основі Закону про назви населених пунктів і позначення площ, вулиць і будівель 1948 в рамках зусиль післявоєнного комуністичного уряду Словенії видалити релігійні елементи з топонімів.